# 谢和平
谢和平（1956年1月7日—），男，湖南双峰人，中国力学专家，中国工程院院士，四川大学教授、原校长，深圳大学特聘教授。中国共产党党员、十七届中央候补委员、第十二届全国人民代表大会四川代表。

## 生平
1978年至1987年之间在中国矿业大学力学专业学习，获学士、硕士、博士学位。
2003年6月5日，任四川大学校长。
2007年，在中国共产党第十七次全国代表大会上当选为中央候补委员。
2008年担任2008年北京奥运会成都火炬接力第3棒火炬手。
2017年12月，不再担任四川大学校长职务。
2018年3月，南下深圳大学，出任深圳大学深地科学与绿色能源研究院院长。